# Lyonia alpina
Lyonia alpina là một loài thực vật có hoa trong họ Thạch nam. Loài này được Urb. & Ekman mô tả khoa học đầu tiên năm 1927.